# Bevrijdingsleger van het Zuiden

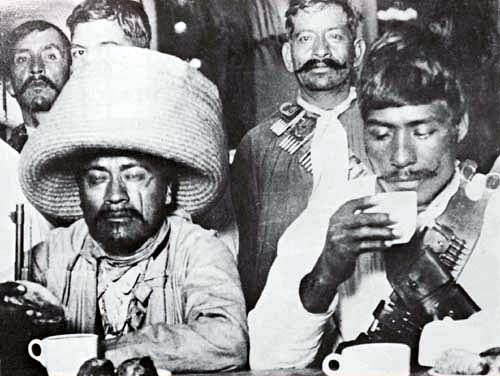
Zapatistas gebruiken een maaltijd in het restaurant Sanborns, Mexico-Stad

Het Bevrijdingsleger van het Zuiden (Spaans:Ejército Libertador del Sur, ELS) was het rebellenleger van Emiliano Zapata gedurende de Mexicaanse Revolutie.
Het Bevrijdingsleger was actief in Zapata's thuisstaat Morelos. Aanvankelijk steunde het Francisco I. Madero bij het omverwerpen van de dictator Porfirio Díaz. Toen Madero volgens Zapata zijn beloften niet nakwam, keerde het ELS zich tegen hem. Het ELS was socialistisch en anarchistisch georiënteerd. Het belangrijkste doel van het Bevrijdingsleger was landverdeling. De strijdkreet van het ELS was dan ook Tierra y Libertad! (Land en Vrijheid). Naast Zapata waren onder anderen Genovevo de la O, Gustavo Baz, Felipe Carrillo Puerto, Juan Andrew Almazán, Otilio Montaño, Manuel Palafox, Cirilo Serna, Nabor Mendoza, Antonio Díaz Soto y Gama, Gildardo Magaña en Rubén Jaramillo bekende leden van het Bevrijdingsleger.
Na de moord op Zapata in 1919 ging het restant van het leger verder onder Magaña. In 1920 bood president Adolfo de la Huerta een amnestie aan, waarna het leger werd opgeheven.